# Anilocra rissoniana
Anilocra rissoniana is een pissebed uit de familie Cymothoidae. De wetenschappelijke naam van de soort is voor het eerst geldig gepubliceerd in 1818 door William Elford Leach.